# Lago de Izabal
O Lago de Izabal (também conhecido como Golfo Dulce) é o maior lago da Guatemala, cobrindo uma superfície de 589,6 km². É alimentado por vários rios o maior dos quais é o rio Polochic. Por outro lado, o lago é drenado para o Mar das Caraíbas através do mais pequeno Golfete Dulce (outro lago) e do rio Dulce. A sua profundidade máxima é 18 metros.
Abriga várias espécies de animais como o manatí, jaguares, macacos-aranha e uivadores, sendo um local adequado para a observação de aves.